# Карликова галактика Дракон
Карликова галактика Дракона — це карликова сфероїдальна галактика, яку відкрив Альберт Джордж Вілсон з Ловеллівської обсерваторії 1954 року на фотографічних пластинках огляду неба Паломарською обсерваторією (POSS) Національного географічного товариства. Вона є частиною Місцевої групи і супутником Чумацького Шляху. Галактика розташована у напрямку сузір'я Дракона на 34,6°, вище галактичної площини.

## Характеристики
Пол В.Ходж проаналізував розподіл зір галактики 1964 року й дійшов висновку, що її еліптичність дорівнює 0,29 ± 0,04.
Недавні дослідження показали, що галактика може потенційно містити велику кількість темної матерії. Маючи абсолютну зоряну величину -8,6[c] і загальну світність лише 2×105 L☉, вона є одним з найтьмяніших супутників нашого Чумацького Шляху.
У галактиці міститься багато зір відгалуження червоних гігантів (RGB); виявлено п'ять вуглецевих зір і ймовірно чотири зорі асимтотичного відгалуження гігантів (AGB).
Відстань галактики від Землі оцінюється як 80 ± 10 кілопарсек, а розміри — 830 ± 100 × 570 ± 70 парсек.[d]

## Зорі типу RR Ліри
1961 року Вальтер Бааде і Генрієтта Х. Своуп вивчали карлик Дракона і виявили там понад 260 змінних, із 138 зір у центрі скупчення всі (крім п'яти) були визначені як змінні типу RR Ліри. За цими даними, модуль відстані зір типу RR Ліри становить 19,55[a] — тобто середня відстань до галактики становить 81 кілопарсек.[b]

## Металічність
Карликова галактика Дракона здебільшого складається зі старих зір і незначної кількості міжзоряної речовини (майже не містить пилу). 75 %-90 % її зір сформувались ~10 млрд років, а пізніше (близько 2-3 млрд років тому) відбувся невеликий спалах зореутворення. Галактика має одиничний гаусівський розподіл з середньою металічністю [Fe/h] = −1,74 dex зі стандартним відхиленням (Сигма/σ) = 0,24 dex і невеликим хвостом з багатих на метали зір. На центральній ділянці сконцентровано більш металічні зорі, там більше зір червоного горизонтального відгалуження, ніж блакитного горизонтального відгалуження.

## Темна матерія
Карликові сфероїдальні галактики стали головними об'єктами для вивчення темної матерії. Карликова галактика Дракона була однією з тих, що привернула особливу увагу. Обчислення променевої швидкості показали велику внутрішню дисперсію швидкості, яка дає співвідношення маса/світність до 440 М☉/L☉, що передбачає велику кількість темної матерії. Було висловлено припущення, що велика дисперсія швидкості може бути пояснена припливною деформацією (рухом практично непов'язаних зоряних потоків від карликової галактика, яка припливно деформована гравітацією Чумацького Шляху). Однак вузька ширина горизонтального відгалуження карлика Дракона не відповідає такій моделі. Таким чином для пояснення дисперсії швидкості залишилася лише темна матерія й станом на 2007 рік карлик Дракона був об'єктом з найбільшим домінуванням темної матерії Розподіл темної матерії всередині карлика Дракона є принаймні майже ізотермічним..
На великих радіусах, дисперсія радіальної швидкості демонструє дивну поведінку. Одним з можливих пояснень може бути наявність більше ніж одного типу зоряного населення. Це викликає необхідність подальшого вивчення металічності й віку зоряного населення карлика Дракона та карликових сфероїдальних галактик у цілому.